# Elke Müller
Elke Müller (* 21. April 1940 in Osnabrück; † 14. August 2014 in Thuine) war eine deutsche Politikerin (SPD).

## Leben
Müller besuchte die Grund- und Realschule in Osnabrück und absolvierte eine Lehre als Porträtfotografin. Im Jahr 1969 trat sie in die SPD ein, war von 1975 bis 1983 Ratsfrau in Geldern, Nordrhein-Westfalen und nach ihrem Umzug nach Niedersachsen von 1986 bis 1996 Mitglied im Rat der Stadt Lingen (Ems), wo sie die Einrichtung der Gesamtschule Emsland in Lingen durchsetzte. 
1990 wurde Elke Müller in den Niedersächsischen Landtag gewählt. Bei der Landtagswahl 1994 verpasste sie zunächst den Wiedereinzug; im April 1995 aber rückte sie für den verstorbenen Abgeordneten Dieter Wallraff in den Landtag nach. Ähnlich erging es ihr bei der Landtagswahl 1998; sie rückte im Oktober 1998 für Jens-Holger Göttner nach, der Staatssekretär in Sachsen-Anhalt geworden war. Bei der Landtagswahl 2003 wurde sie dann wieder ohne Unterbrechung in den Landtag gewählt. Bei der Landtagswahl 2008 kandidierte sie aus Altersgründen nicht wieder.
In allen vier Wahlperioden war Elke Müller Mitglied des Ausschusses für Rechts- und Verfassungsfragen und des Unterausschusses „Justizvollzug und Straffälligenhilfe“; ab 2003 war sie Vorsitzende des Unterausschusses. Sie setzte sich als Politikerin besonders nachdrücklich für die Belange der Stadt Lingen (Ems) ein. So verhinderte sie den Umzug der Polizeiinspektion Emsland/Grafschaft Bentheim nach Meppen und sicherte Lingen (Ems) dauerhaft als Sitz der Behörde. Gemeinsam mit der Niedersächsischen Ministerin für Wissenschaft und Kultur Helga Schuchardt und dem damaligen Präsidenten der Fachhochschule Osnabrück Erhard Mielenhausen ist es Elke Müller zu verdanken, dass in Lingen (Ems) der auswärtige Standort der Hochschule Osnabrück (ehemals: Fachhochschule Osnabrück) entstand, an dem inzwischen mehr als 2000 Studenten ausgebildet werden. Im Zuge des Hochschulpakts 2020 wurde er von 2012 an stetig ausgebaut.
Elke Müller war verheiratet und hatte vier Kinder.